# Antara ibn Shaddad
Antara ibn Shaddad, eller Antar, var en arabisk militär och poet under 500-talet e.Kr.
Antara ibn Shaddad är hjälten hjältediktcykeln Sirat Antar. Under 900- till 1200-talet växte cykeln fram till att omfatta hela 10 000 verser.